# Brachyunguis blanchardi
Brachyunguis blanchardi är en insektsart. Brachyunguis blanchardi ingår i släktet Brachyunguis och familjen långrörsbladlöss. Inga underarter finns listade i Catalogue of Life.